# Hermann Grotefend

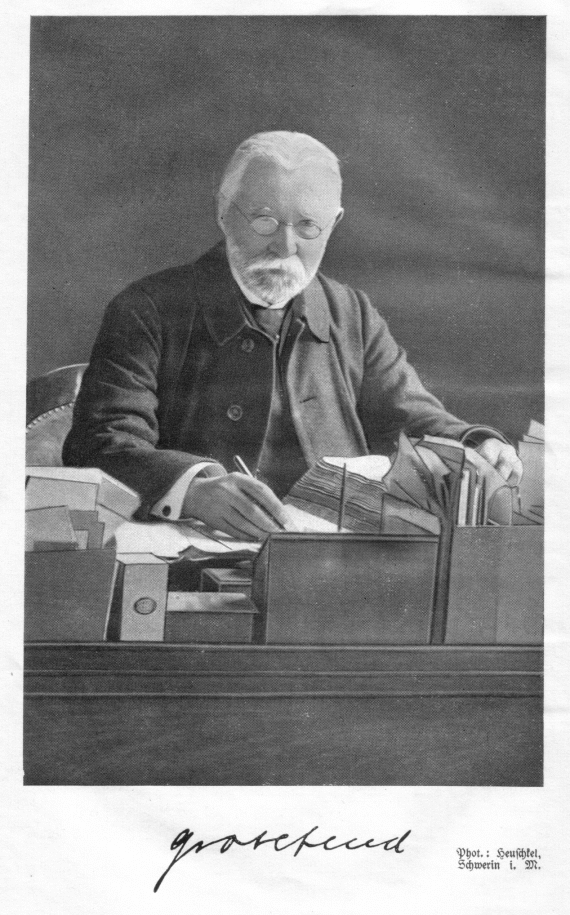
Hermann Grotefend

Hermann Grotefend (ur. 18 maja 1845 w Hanowerze, zm. 26 maja 1931 w Schwerinie) – niemiecki historyk i archiwista, autor m.in. Stammtafeln der schlesischen Fürsten bis zum Jahre 1740.